# Mathieu Bauderlique
Mathieu Bauderlique (n. 3 iulie 1989, Hénin-Beaumont, communauté d'agglomération d'Hénin-Carvin⁠(d), Franța) este un boxer ce a reprezentat Franța, medaliat olimpic. A participat la o ediție a Jocurilor Olimpice (2016) în care a câștigat o medalie de bronz.

## Participări
Lista de mai jos prezintă principalele competiții la care a participat Mathieu Bauderlique de-a lungul carierei.
- Boxe nos Jogos Olímpicos de Verão de 2016 - Peso meio-pesado masculino[*]